# سونینو
سونینو (به ایتالیایی: Sonnino) یک کومونه در ایتالیا است که در استان لاتینا واقع شده‌است.

## خصوصیات
سونینو ۶۳ کیلومترمربع مساحت و ۷٬۴۸۳ نفر جمعیت دارد و ۴۳۰ متر بالاتر از سطح دریا واقع شده‌است.

## خواهرخوانده
شهرهای Eysines, Kanal ob Soči و بیناسکو خواهرخوانده‌های سونینو هستند.